# Amelita Galli-Curci
Amelita Galli-Curci (ur. 18 listopada 1882 w Mediolanie, zm. 26 listopada 1963 w La Jolla w stanie Kalifornia) – włoska śpiewaczka operowa, sopran.

## Życiorys
Początkowo uczyła się gry na fortepianie w konserwatorium w Mediolanie, które ukończyła w 1903 roku z wyróżnieniem. W zakresie śpiewu była w dużej mierze samoukiem. Na scenie zadebiutowała w 1906 roku w Trani jako Gilda w Rigoletcie Giuseppe Verdiego. W 1910 roku w Rzymie wzięła udział we włoskiej premierze opery Georges’a Bizeta Don Procopio. Występowała na scenach włoskich, w Hiszpanii, Rosji, Egipcie, Ameryce Południowej i Ameryce Środkowej. Od 1916 roku przez osiem sezonów występowała w operze w Chicago. W latach 1921–1930 związana była z nowojorską Metropolitan Opera. Później występowała jako śpiewaczka koncertowa. W 1935 roku przeszła operację gardła. W 1936 roku podjęła nieudaną próbę powrotu na scenę, występując w Chicago w Cyganerii Giacoma Pucciniego, po której zakończyła karierę. 
Dysponowała głosem o szerokiej skali, sięgającej do e3. Zasłynęła rolami w Manon i Lakmé, w Purytanach Pucciniego, Hugonotach Meyerbeera, Balu maskowym Verdiego oraz Mignon Thomasa. W latach 20. XX wieku dokonała licznych nagrań płytowych, w tym w duetach z Titem Schipą i Giuseppe De Lucą.
W 1910 roku poślubiła włoskiego malarza Luigiego Curciego, z którym rozwiodła się w 1920 roku. Jej drugim mężem był od 1921 roku Homer Samuels, który towarzyszył żonie jako akompaniator.